# Campion College
Il Campion College è un'università di indirizzo cattolico con sede a Regina, nel Saskatchewan, Canada.
Fu fondato nel 1917 dai gesuiti ed è affiliata alla University of Regina. Prende il nome dal martire gesuita sant'Edmondo Campion.